# Clusia palmana
Clusia palmana är en tvåhjärtbladig växtart som beskrevs av Paul Carpenter Standley. Clusia palmana ingår i släktet Clusia och familjen Clusiaceae. Inga underarter finns listade i Catalogue of Life.